# Mario Paolini
Mario Paolini (Massa, 1920 – Massa, 15 settembre 1944) è stato un militare e partigiano italiano, medaglia d'oro al valor militare alla memoria.

## Biografia
Nel 1940 era stato chiamato al servizio di leva. All'entrata in guerra dell'Italia, fu mobilitato sul Fronte occidentale. Passò poi, come sergente radiotelegrafista, all'aeroporto di Elmas e, di qui, in Russia. Rimpatriato nel marzo 1943, al momento dell'armistizio si trovava al Deposito reggimentale. Raggiunse la sua città e subito si impegnò nell'organizzazione dei primi gruppi di partigiani apuani. Comandante di distaccamento della 48ª Compagnia "Campiglia", a metà settembre del 1944 si offrì per un rischioso attacco contro un reparto tedesco che aveva dato alle fiamme il paese di Canevara.
Il nome di Mario Paolini è inciso, con quello degli altri caduti partigiani e civili della zona, su una lapide apposta al Sacrario "La Tecchia" nella zona di Antona, dove allora passava la Linea Gotica. Al giovane partigiano sono intitolate anche una via di Roma e la scuola elementare di Castagnetola (Massa).